# (276781) Montchaibeux
(276781) Montchaibeux est un astéroïde de la ceinture principale.

## Description
(276781) Montchaibeux est un astéroïde de la ceinture principale. Il fut découvert le 11 mai 2004 à Vicques par Michel Ory. Il présente une orbite caractérisée par un demi-grand axe de 2,34 UA, une excentricité de 0,11 et une inclinaison de 7,7° par rapport à l'écliptique.

## Compléments